# Kephalosz

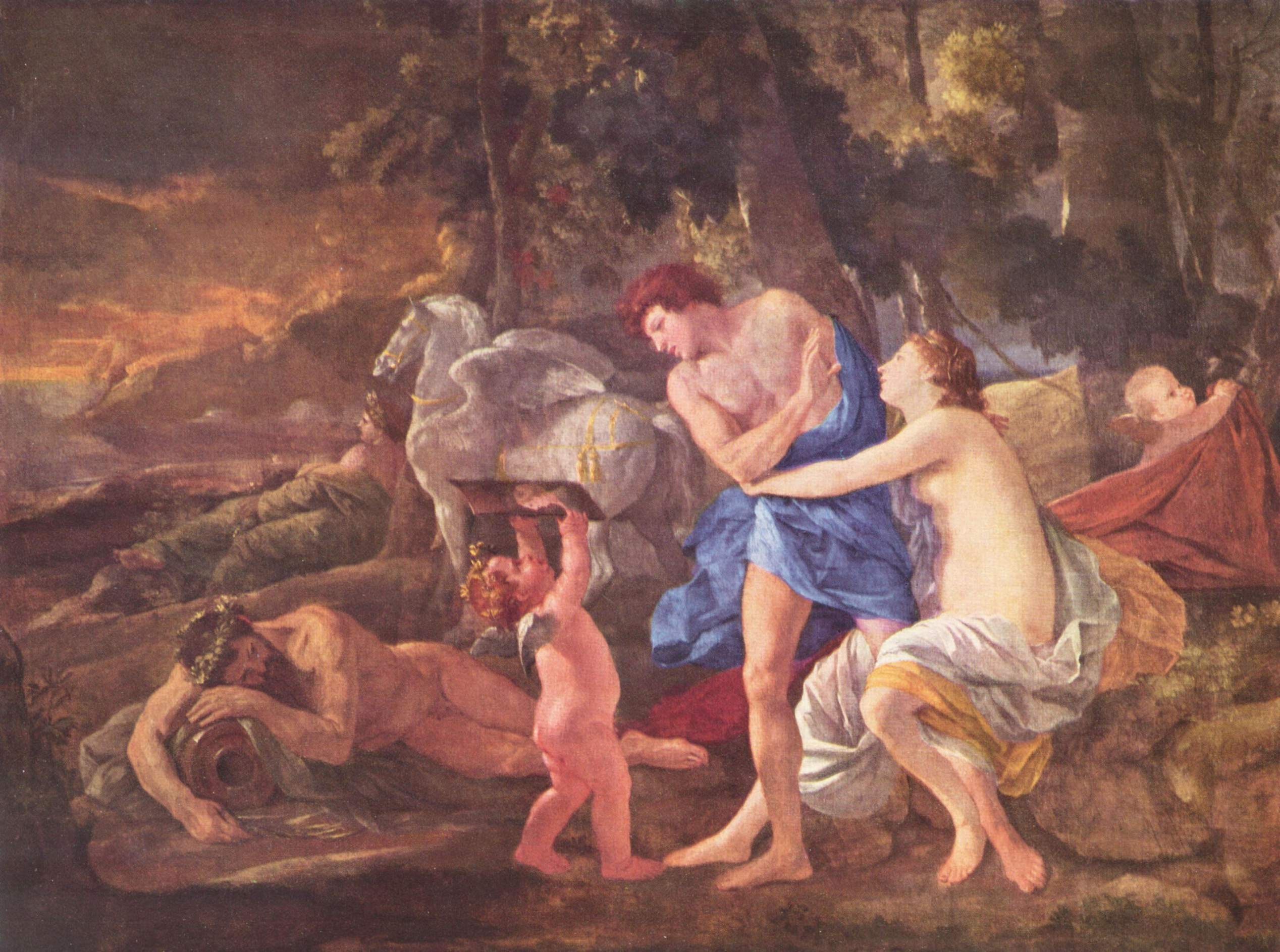
Kephalosz és Aurora (Nicolas Poussin festménye, 1630 körül)

Kephalosz a görög mitológiában attikai vadász, Déión és Diomédé, ritkábban Hermész és Herszé gyermeke. A görög romantikus művészet és az antik mondák hűséges szerelmesének mintaképe. Ugyanis Kephalosz Erektheusz leányát vette feleségül, Prokriszt. Azonban a szépséges ifjú lángra lobbantotta a hajnal istennőjének, Éósznak a szívét is, aki egyik pirkadatkor elrabolta Kephaloszt. A gyönyörű istennő mindennel megpróbálkozott, hogy elfelejtesse a vadásszal Prokriszt, de a vadász hűsége törhetetlen volt. Így a kudarcot vallott istennő elengedte szerelmét. De Prokrisz nem akarta elhinni Kephalosz hűségét, és titokban meg akarta őt lesni vadászat közben. Férje viszont összetévesztette egy vaddal, és megölte kíváncsi hitvesét. Bűnéért kiátkozták Attikából. Becsületét csak akkor kaphatta vissza, amikor egy harcban segített Amphitrüónnak. Róla nevezték el Kephallénia szigetét. Leszármazottai közé tartozik Odüsszeusz is.